# Дідципела
Дідципела (груз. დიდწიფელა) — село в Грузії.
За даними перепису населення 2014 року в селі проживає 63 особи.